# Juan Marsé
Juan Marsé właśc. Juan Faneca Roca (ur. 8 stycznia 1933 w Barcelonie, zm. 18 lipca 2020 tamże) – hiszpański pisarz, dziennikarz i scenarzysta.
Matka pisarza zmarła tuż po jego urodzeniu i został adoptowany przez rodzinę Marsé. Od trzynastego roku życia pracował w zakładzie jubilerskim. W latach 1961–1963 mieszkał w Paryżu, gdzie został zatrudniony w Instytucie Pasteura.
Jako nastolatek publikował recenzje filmowe. W prozie debiutował opowiadaniem pod koniec lat 50. Pierwszą powieść, Encerrados con un solo juguete, wydał w 1962. Pracował jako autor tekstów reklamowych i dialogów do scenariuszy. Jego książki wielokrotnie były nagradzane. Ich akcja często rozgrywa się w Barcelonie w czasie wojny domowej i okresie powojennym.

## Polskie przekłady
- Jeśli powiedzą ci, że padłem (Si te dicen que caí 1973)
- Wrócę pewnego dnia (Un día volveré 1982)
- Ogony jaszczurki (Rabos de lagartija 2000)
- Dziewczyna w złotych majtkach (La muchacha de las bragas de oro 1978)[3]